# Kanton Menton-Ouest
Kanton Menton-Ouest (fr. Canton de Menton-Ouest) je francouzský kanton v departementu Alpes-Maritimes v regionu Provence-Alpes-Côte d'Azur. Tvoří ho čtyři obce.

## Obce kantonu
- Gorbio
- Menton (západní část)
- Roquebrune-Cap-Martin
- Sainte-Agnès